# Las Cañas (Mendoza)
Las Cañas es un distrito del Departamento Guaymallén; forma parte del componente Guaymallén del área metropolitana del Gran Mendoza, en la Argentina.
Como características destacables se pueden mencionar que cuenta con gran cantidad de barrios privados, sede de la universidad Juan Agustín Maza, el centro comercial La Barraca Mall, el club Israelita Macabi y el histórico Club Alemán de Mendoza. 
Limita al norte con la avenida de Acceso Este, al este con calle Estrada, al sur con calle Elpidio González, y al oeste con la avenida de Acceso Sur.
Tiene 3,1 km² junto a su población de 13329 habitantes dan por resultado una densidad de población de 4300 hab/km².
Posee dos escuelas públicas y dos privadas (colegio Argentino y Español), un destacamento policial, un centro de salud, dos hoteles y varios restaurantes.
Su actividad principal es la residencia y todas las actividades que se llevan a cabo son de apoyo a esta, encontrándose varios complejos residenciales privados, por ejemplo: la barraca, el molino, alto las cañas departamentos y grandes barrios por ejemplo San Cayetano ( ex alimentación ) que cuenta con más de 27 manzanas, Petrolero y Jardines de estrada.
La avenida de Acceso Este constituye el ingreso al área metropolitana, y forma parte del corredor Como interdepartamental encontramos la avenida de Acceso Sur. Sus arterias primarias son: Adolfo Calle, Elpidio González. Secundarias son: Las Cañas, Estrada, Lamadrid y Gutiérrez

## Historia
La Cañadita Alegre fue antiguamente una pequeña cañada por la cual solía bajar el agua de las lluvias. El autor mendocino Isidro Maza la calificó de “alegre” al hacer referencia a las reuniones familiares amenizadas con música, canto y baile. En la Cañadita existían dos casas confortables: una de un señor al que llamaban “el negro Aguilar” y la otra del “chileno” Cuadros, donde solían concurrir buenos músicos y cantantes. En ellos se destacan el maestro de muchos guitarreros mendocinos, el negro reyra, don Diógenes Caballero, Homero Saldaña Molina – que tocaba admirablemente el piano-, Dante Pelaia – autor de la tonada “Claveles Mendocinos”-, Julio Quintanilla –poeta de reconocida trayectoria- y el dúo Cuadros-Morales que transformaron en hermosas cuecas, zambas y canciones como los “Sesenta Granaderos”, “Flor de Guaymallén”, “La Movidita”, “Virgen de la Carrodilla”, y otras. Amigos y admiradores de Hilario Cuadros levantaron un busto para recordar al cantor de la Cañadita. Por ordenanza 1985/85 se establece el nuevo ordenamiento geográfico para el departamento y a este sector se lo bautizó “Las Cañas”.

## Actualidad
Actualmente es una de las zonas residenciales más valuda económicamente en el departamento, se la suele dividir en dos partes las cañas viejo y alto las cañas. Encontrándose en el último la mayor cantidad de viviendas de construcción propia y no cooperativa y la mayor cantidad de comercios.

### Sismicidad
La sismicidad del área de Cuyo (centro oeste de Argentina) es frecuente y de intensidad muy alta, con un silencio sísmico de terremotos medios a graves cada 20 años.
- Sismo de 1861: aunque dicha actividad geológica catastrófica ocurre desde épocas prehistóricas, el terremoto del 20 de marzo de 1861 (164 años), con 12 000 muertes,[2] señaló un hito importante dentro de la historia de eventos sísmicos argentinos ya que fue el más fuerte registrado y documentado en el país. A partir del mismo los sucesivos gobiernos mendocinos y municipales han ido extremando cuidados y restringiendo los códigos de construcción.[1] Con el terremoto de San Juan del 15 de enero de 1944 (81 años) los gobiernos tomaron estado de la enorme gravedad crónica de sismos de la región.
- Sismo de 1920: de 6,8 de intensidad, destruyó parte de sus edificaciones y abrió numerosas grietas en la zona. Hubo 250 muertes por destrucción de casas de adobe[2][1]
- Sismo del sur de Mendoza de 1929: muy grave, y al no haber desarrollado ninguna medida preventiva, a pesar de haber transcurrido solo nueve años del anterior, mató a 30 habitantes por la caída de casas de adobe[1]
- Sismo de 1985: fue otro episodio grave,[3] de 9 s de duración, derrumbando el viejo Hospital del Carmen de Godoy Cruz.